# Zuid-Duitse Vorstenoorlog
De Zuid-Duitse Vorstenoorlog (Duits: Süddeutscher Fürstenkrieg) was een serie gewapende conflicten die zich tussen 1458 en 1463 in grote delen van Zuid-Duitsland afspeelden. De oorlog werd uitgevochten tussen wisselende coalities van vorsten en steden die zich groepeerden in een keizerlijke en een anti-keizerlijke partij. Markgraaf Albrecht Achilles van Brandenburg-Ansbach en Kulmbach was het belangrijkste lid van het keizerlijke kamp. Zijn grootste tegenstanders waren hertog Lodewijk de Rijke van Beieren-Landshut en keurvorst Frederik I van de Palts. 
De oorlog was het gevolg van de pogingen van markgraaf Albrecht Achilles om zijn invloed in Franken en Beieren uit te breiden. Met name hertog Lodewijk van Beieren-Landshut zag dit als een directe bedreiging. Door Lodewijks bondgenootschap met keurvorst Frederik I van de Palts breidde het conflict zich naar het westen uit. De Mainzer Stiftsfehde (1461-1463), een strijd over de aartsbisschoppelijke zetel van Mainz, verliep parallel met de laatste fase van de oorlog. 
Na de overwinningen van Frederik I en Lodewijk in de veldslagen bij Seckenheim en Giengen was de oorlog beslist. Frederik I dwong zijn tegenstanders tot de betaling van hoge losgelden en gebiedsafstand. De strijd met markgraaf Albrecht Achilles kwam pas tot stand na lange onderhandelingen. Uiteindelijk werd in 1463 de vrede van Praag gesloten, waarin Lodewijk de Rijke afzag van zijn veroveringen. Zijn onafhankelijkheid tegenover de markgraaf had hij echter behouden.